# 阿克库杜克
阿克库杜克是吉尔吉斯斯坦楚河州伊塞克阿塔区下辖的一个村。根据2009年吉尔吉斯共和国人口普查，全村人口为606人。